# Gelderland
Gelderland (tradicionalment en català Güeldes) és una província de l'est dels Països Baixos, la capital de la qual és la ciutat d'Arnhem. Dues altres ciutats, Nimega i Apeldoorn tenen més habitants. Té una superfície de 5137 km² habitada per uns 2 milions de persones.

## Geografia
Gelderland es divideix geogràficament en tres regions: la Veluwe al nord, la Betuwe al sud-oest i l'Achterhoek (que significa literalment la "cantonada del darrere") o Graafschap (que originalment volia dir "comtat") a l'est.

## Principals municipis
|     | Municipi    | Habitants |
| --- | ----------- | --------- |
| 1.  | Nimega      | 161.000   |
| 2.  | Arnhem      | 145.000   |
| 3.  | Apeldoorn   | 137.000   |
| 4.  | Ede         | 67.000    |
| 5.  | Doetinchem  | 55.000    |
| 6.  | Tiel        | 41.000    |
| 7.  | Harderwijk  | 37.500    |
| 8.  | Wageningen  | 36.000    |
| 9.  | Zutphen     | 35.000    |
| 10. | Wijchen     | 32.000    |
| 11. | Zevenaar    | 31.000    |
| 12. | Barneveld   | 28.500    |
| 13. | Culemborg   | 27.500    |
| 14. | Ermelo      | 26.000    |
| 15. | Winterswijk | 23.000    |

## Història
L'actual província de Gelderland cobreix voltant de la zona de tres dels quarts històrics del ducat de Gueldre. Gelderland era un comtat a finals del segle xi i després un ducat al Sacre Imperi Romanogermànic, que inclou també les parts de l'actual Limburg i el districte alemany de Clèveris (Cleves) amb la ciutat de Geldern, seu original dels ducs. Es va convertir en una de les Disset Províncies dels Països Baixos dels Habsburg el 1543, encara que no una de les més riques o més densament poblades. Durant la Segona Guerra Mundial va ser l'escenari d'alguns dels combats més intensos en la guerra entre els paracaigudistes aliats del XXX Cos britànic i el II Cos Panzer SS, també coneguda com la batalla d'Arnhem.

## Estats provincials
| Composició dels estats provincials | Composició dels estats provincials | Composició dels estats provincials | Composició dels estats provincials | Composició dels estats provincials |
| ---------------------------------- | ---------------------------------- | ---------------------------------- | ---------------------------------- | ---------------------------------- |
| Partit                             | % 2003                             | % 2007                             | Escons 2003                        | Escons 2007                        |
| CDA                                | 31,1                               | 26,8                               | 24                                 | 15                                 |
| PvdA                               | 22,9                               | 17,1                               | 18                                 | 10                                 |
| VVD                                | 17,0                               | 16,6                               | 13                                 | 9                                  |
| SP                                 | 5,6                                | 13,8                               | 4                                  | 7                                  |
| ChristenUnie                       | 4,6                                | 8,1                                | 3                                  | 4                                  |
| GroenLinks                         | 6,6                                | 5,9                                | 5                                  | 3                                  |
| SGP                                | 5,0                                | 4,9                                | 4                                  | 3                                  |
| D66                                | 3,9                                | 2,3                                | 3                                  | 1                                  |
| LPF / Fortuyn                      | 2,2                                | 0,3                                | 1                                  | 0                                  |
| PvdD                               | -                                  | 2,2                                | -                                  | 1                                  |
| Altres                             | 1,1                                | 2,0                                | 0                                  | 0                                  |
| Total                              | 100,0                              | 100,0                              | 75                                 | 53                                 |
| Participació                       | 51,2                               | 51,2                               | 74                                 | 74                                 |